# Praproče v Tuhinju
Praproče v Tuhinju – wieś w Słowenii, w gminie Kamnik. W 2018 roku liczyła 26 mieszkańców.